# Phytoecia croceipes
Phytoecia croceipes är en skalbaggsart som beskrevs av Reiche och Félicien Henry Caignart de Saulcy 1858. Phytoecia croceipes ingår i släktet Phytoecia och familjen långhorningar.
Artens utbredningsområde är Iran. Inga underarter finns listade i Catalogue of Life.